# Clinique
Клиник лабораторије (енгл. Clinique Laboratories, LLC, IPA: ) амерички је произвођач средстава за негу коже, козметике, тоалетних вода и парфема, који се обично продају у радњама са луксузном робом. Представља подружницу Есте Лодер компаниса.

## Историја
Године 1967, амерички магазин Вог објавио је чланак под насловом Can Great Skin Be Created (Може ли се створити одлична кожа), који је написала уредница Керол Филипс са Норманом Орентрајком. У тексту се говори о значају свакодневне неге коже. Евелин Лодер, снаха Есте Лодер, прочитала је чланак, и привукла пажњу Естеа. И Филипс и Орентрајх су позване да створе бренд, а у августу 1968. Клиник је премијерно представио своје производе као прве тестиране на алергије у свету, дерматолошки проверена линија у Сакс фифт авенјуу у УК.
Евелин Лодер, директорка Есте Лодера и члан породице Лодер, створила је бренд Клиник и развила његову линију производа. Лодер је радила као директор за обуку (енгл. training director) за Клиник. Била је прва особа која је носила лабораторијску куту са именом робне марке, коју сада носе сви консултанти Клиника у свету.
Клиник је трећи бренд који се „родио” из групације Лодер, након Есте Лодера и Арамиса.
Године 2008, Клиник је објавио закључено партнерство са Алерганом, произвођачем ботокса и бившим космеутским партнером Елизабет Арден, а резултат је био настанак нове линије под називом Клиник Медикал (енгл. Clinique Medical). Линија је једино доступна у лекарским ординацијама. Сет 5 производа је дизајниран за негу коже током преоперативног и постоперативног периода, а циљане су компликације као што је црвенило, презатегнутост, жарење, иритација, дисколорација (губитак пигмента) и други симптоми који „успоравају процес залечења”.